# Canan Güllü

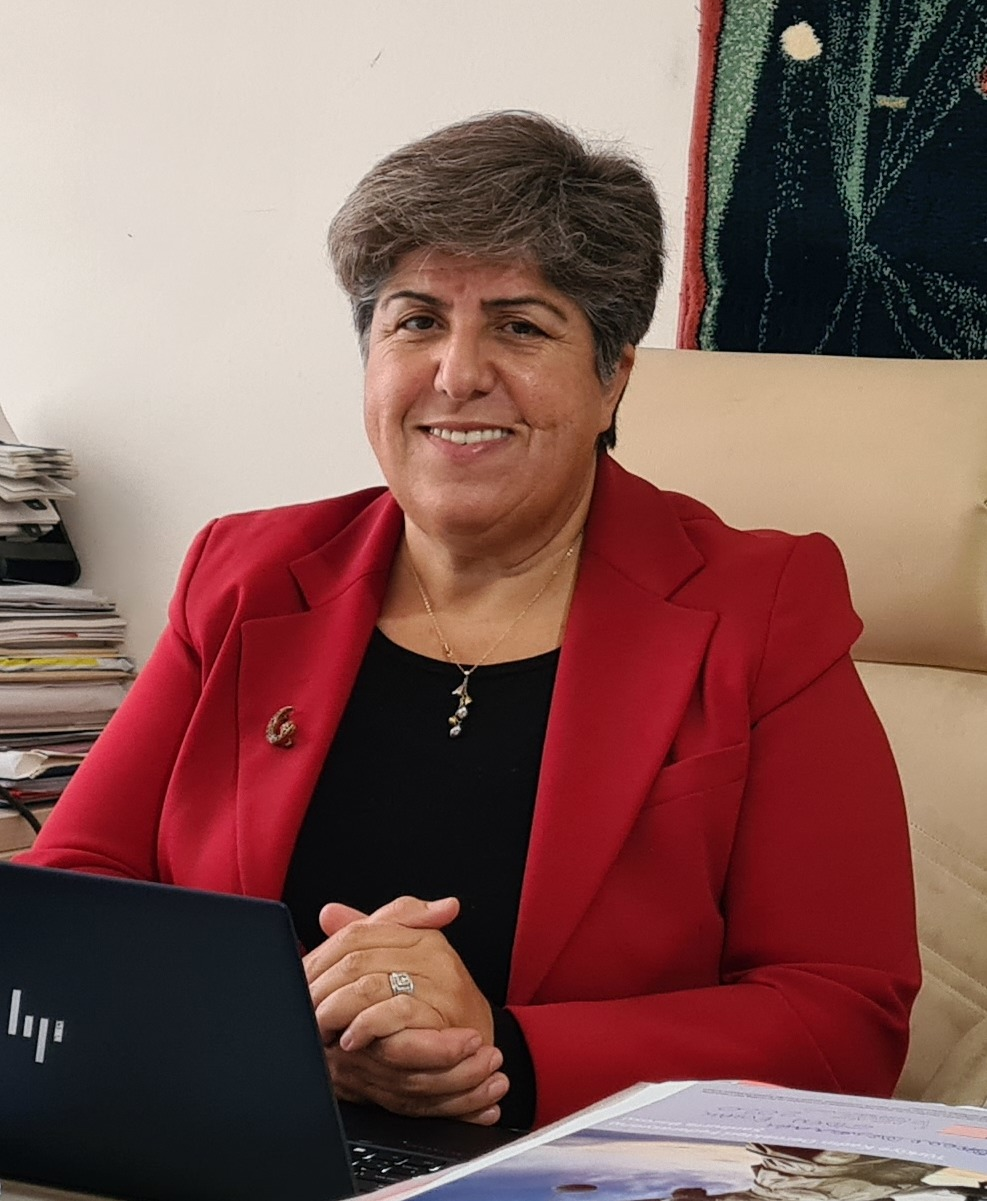
Canan Güllü (2020)

Canan Güllü (geboren 1962) ist eine türkische Frauenrechts-Aktivistin und Präsidentin der Türkiye Kadın Dernekleri Federasyonu (TKDF, Föderation der Frauenverbände der Türkei). Für ihren mehr als dreißigjährigen Einsatz für die Rechte von Frauen erhielt sie 2021 den International Women of Courage Award des Außenministeriums der Vereinigten Staaten.

## Engagement
Canan Güllü ist seit Ende der 1980er Jahre Aktivistin und Organisatorin der Türkiye Kadın Dernekleri Federasyonu (TKDF), einer Dachorganisation von Nichtregierungsorganisationen, die sich für die Belange von Frauen einsetzen. Diese hat 186 Zweigstellen und 52.500 Mitglieder. Später wurde sie Präsidentin der TKDF. Güllü hat sich dort ständig für die Gleichstellung der Geschlechter eingesetzt und dafür gearbeitet, dass die Beteiligung von Frauen in der  Regierung, am Arbeitsplatz und in der Bildung gefördert wird. Im Jahr 2007 richteten die türkischen Frauenverbände die erste, noch bestehende, Notrufnummer des Landes für Gewaltopfer ein.
In den Jahren 2019 und 2020 führte Canan eine Aufklärungs- und Interessenvertretungskampagne, die sich für die seit 2012 versäumte Umsetzung der „Istanbul-Konvention“ (Übereinkommen des Europarats zur Verhütung und Bekämpfung von Gewalt gegen Frauen und häuslicher Gewalt) durch die türkische Regierung einsetzte. Ihre Kampagne klärte die Öffentlichkeit über die Konvention auf und unterstrich die Notwendigkeit geschlechtsspezifische Gewalt zu bekämpfen. Während einige Politiker ihre Forderungen nach einem Austritt der Türkei zurückzogen, unterzeichnete Staatspräsident Erdoğan am 19. März 2021 das Dekret des Rücktritts der Türkei vom Übereinkommen des Europarats.

## Ehrung

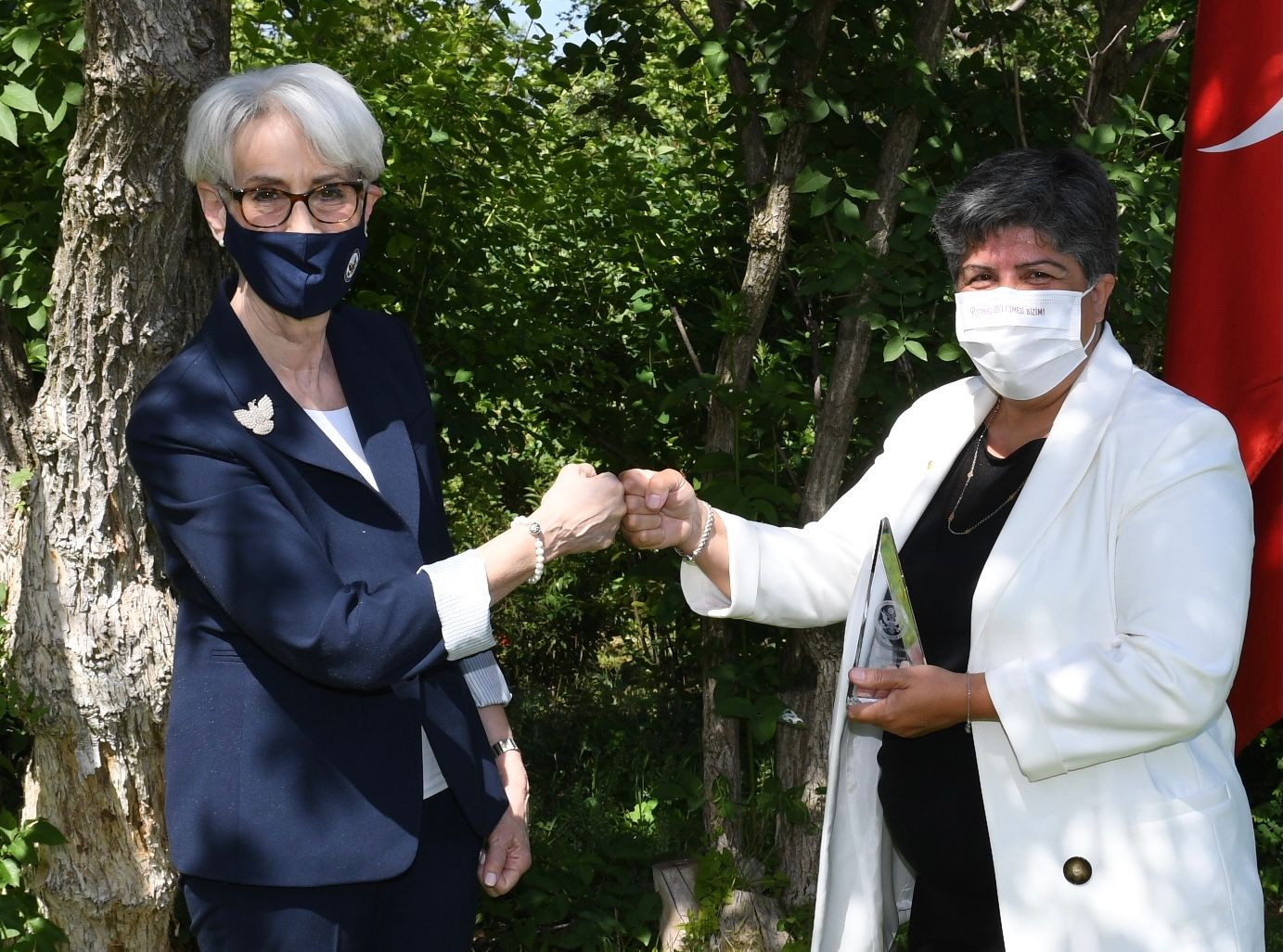
Übergabe des International Women of Courage Award an Canan Güllü durch Wendy Sherman (Mai 2020)

Am 8. März 2021 erhielt Canan Güllü als dritte türkische Frau den “International Women of Courage Award”. Unter den vierzehn ausgezeichneten Frauen des Jahres waren auch Maryja Kalesnikawa aus Belarus, Wang Yu aus China und Shohreh Bayat aus dem Iran. Der Preis wurde ihnen virtuell von Jill Biden und Außenminister Antony Blinken verliehen. Eine Ehrenauszeichnung wurde posthum an sieben afghanische Frauen verliehen, die zwischen März und Dezember 2020 ermordet wurden, während sie Dienst am Gemeinwohl leisteten.
Die persönliche Übergabe an Güllü erfolgte am 28. Mai 2021 durch die stellvertretende Außenministerin Wendy Sherman.